# Marcus de Bruin
Marcus de Bruin (23 juni 1986) is een Zweeds voetballer die als vleugelverdediger speelt.
De Bruin speelde vier seizoenen voor Strömtorp IF. In 2008 speelde hij voor KB Karlskoga in de Division 2. Hij is vooral bekend van zijn tijd bij Degerfors IF waar hij tussen 2009 en 2018, met een onderbreking in 2012 bij Sollentuna United, speelde. De Bruin speelde, voornamelijk in de Superettan, 236 competitiewedstrijden voor de club waarin hij 18 doelpunten maakte.